# Christian Hartmann
Christian Hartmann, né le 15 avril 1959 à Heidelberg, est un historien allemand.

## Biographie
Christian Hartmann est originaire de Tübingen. Il travaille en 1981 au kibboutz Tel Joseph en Israël. Après son service militaire il étudie l'histoire, la germanistique et le sport aux [distance!] universités de Tübingen, Cologne et Fribourg-en-Brisgau. Il soutient sa thèse de doctorat sur Franz Halder en 1989 auprès d'Andreas Hillgruber à Cologne.
Hartmann travaille de 1990 à 1991 au service des archives politiques de l'Office des Affaires étrangères à Bonn, puis jusqu'en 1992 auprès du Ministère du Brandebourg pour la science, la recherche et la culture. Depuis 1993, Hartmann est collaborateur scientifique à l'Institut d'histoire contemporaine à Munich et Berlin ; il est alors de 1998 à 2012 le rédacteur en chef adjoint des Vierteljahrshefte für Zeitgeschichte, et dirige de 1999 à 2009 le projet de recherche Wehrmacht in der nationalsozialistischen Diktatur 1933–1945 ( La Wehrmacht dans la dictature nazie de 1933 à 1945 ). De 2004 à 2009 il est également maître de conférences rattaché à l'université de la Bundeswehr à Munich.
Hartmann dirige de mars 2012 à mai 2015 pour l'IfZ le projet d'édition scientifique de l'ouvrage d'Adolf Hitler Mein Kampf.
Il est également, en tant que Lieutenant-colonel de réserve, chargé d'enseignement à l'Académie de la Bundeswehr (Führungskademie) à Hambourg. D'Octobre 2016 à Mars 2017, il était en service comme conseiller stratégique au European Union Training Mission au Mali. Il intervient comme conseiller historique pour le tournage de plusieurs films de fiction ou documentaires, notamment War of the Century, La Chute, Sophie Scholl : les derniers jours, Napola – Elite für den Führer, Tagebuch eines Lagerkommandanten, Unsere Mütter, unsere Väter et The Book Thief , ou pour la chaîne télévisée History. Ses travaux portent principalement sur l'histoire militaire, l'histoire des relations internationales, l'histoire allemande et européenne.

## Distinctions
1992 Werner-Hahlweg-Preis für Militärgeschichte und Wehrwissenschaften
2016 Prix scientifique de la fondation « Gesellschaft braucht Wissenschaft »

## Publications
Comme auteur
- Halder. Generalstabschef Hitlers 1938–1942. Schöningh, Paderborn 1991,  (ISBN 3-506-77484-0) (thèse de doctorat, Université de Cologne, 1989); 2. 2010,  (ISBN 978-3-506-76762-2).
- Avec Johannes Hürter: Die letzten 100 Tage des Zweiten Weltkriegs. Droemer, Munich 2005,  (ISBN 3-426-27356-X).
- Wehrmacht im Ostkrieg. Front und militärisches Hinterland 1941/42. Oldenbourg, Munich 2009; 2. Auflage 2010,  (ISBN 978-3-486-70225-5)
- Unternehmen Barbarossa. Der deutsche Krieg im Osten 1941–1945 . Beck, Munich 2011,  (ISBN 978-3-406-61226-8) (traduction roumaine 2012, traduction anglaise 2013, traduction polonaise 2014).

Comme éditeur
- Akten zur Deutschen Auswärtigen Politik 1918–1945. Aus dem Archiv des Auswärtigen Amts. Verschiedene Teilbände. Vandenhoeck und Ruprecht, Göttingen 1990 ff.
- Hitler. Reden, Schriften, Anordnungen. Februar 1925 bis Januar 1933. Verschiedene Teilbände. Saur, Munich 1995 ff.,  (ISBN 3-598-21930-X).
- Avec Johannes Hürter et Ulrike Jureit: Verbrechen der Wehrmacht. Bilanz einer Debatte. Beck, Munich 2005, 2. Auflage 2014,  (ISBN 3-406-52802-3).
- Von Feldherren und Gefreiten. Zur biographischen Dimension des Zweiten Weltkriegs. Oldenbourg, Munich 2008,  (ISBN 978-3-486-58144-7).
- Avec Johannes Hürter, Peter Lieb und Dieter Pohl: Der deutsche Krieg im Osten 1941–1944. Facetten einer Grenzüberschreitung (= Quellen und Darstellungen zur Zeitgeschichte. Bd. 76). Oldenbourg, Munich 2009,  (ISBN 978-3-486-59138-5).
- HITLER, MEIN KAMPF. EINE KRITISCHE EDITION. 2 Bde., Christian Hartmann, Thomas Vordermayer, Othmar Plöckinger, Roman Töppel. Unter Mitarbeit von Pascal Trees, Angelika Reizle, Martina Seewald-Mooser. Institut für Zeitgeschichte München – Berlin, 1.-6. Auflage, Munich 2016/17.